# NRJ Music Awards
NRJ Music Award — це нагорода французької радіостанції NRJ, яка вручається популярним музикантам і виконавцям в різних номінаціях.
Церемонію нагородження, вперше було проведено у 2000 році при участі радіостанції NRJ і телевізійної мережі TF1. Проводиться щороку в середині січня в Каннах (Прованс — Альпи — Лазурний Берег, Франція), під час відкриття найбільшого в Європі музичноїго ярмарку MIDEM (Marché international de l'édition musicale). З 2015 року відбувається в листопаді.

## Номінації
Кожен рік, виконавці нагороджуються в таких номінаціях:
- Франкомовний прорив року (Révélation francophone de l'année)
- Міжнародний прорив року (Révélation internationale de l'année)
- Франкомовний виконавець року (Artiste masculin francophone de l'année)
- Міжнародний виконавець року (Artiste masculin international de l'année)
- Франкомовна співачка року (Artiste féminine francophone de l'année)
- Міжнародна співачка року (Artiste féminine internationale de l'année)
- Франкомовна пісня року (Chanson francophone de l'année)
- Міжнародна пісня року (Chanson internationale de l'année)
- Франкомовний альбом року (Album francophone de l'année)
- Міжнародний альбом року (Album international de l'année)
- Франкомовний дует/група року (Groupe/duo francophone de l'année)
- Міжнародний дует/група року (Groupe/duo international de l'année)
- Відео року(Clip de l'année)

Радіостанція NRJ вибирає 5 номінантів у кожній категорії, і ставить їх на онлайн-голосування на своєму сайті. Згодом переможці визначаються за системою, де громадські голоси впливають на 75% рішення, а голоси журі на 25%.

## Лауреати
2000 – 
2001 – 
2002 – 
2003 – 
2004 – 
2005 – 
2006 – 
2007 – 
2008 – 
2009 – 
2010 – 
2011 – 
2012 – 
2013 – 
2013(14) – 
2014 – 
2015 – 
2016 – 
2017 – 
2018 – 

### 2000 Лауреати 1-ї музичної премії NRJ
| Категорії                    | Переможці                            |
| ---------------------------- | ------------------------------------ |
| Франкомовний прорив року     | Елен Сегара                          |
| Міжнародний прорив року      | Тіна Арена                           |
| Франкомовний виконавець року | Девід Холідей                        |
| Міжнародний виконавець року  | Вілл Сміт                            |
| Франкомовна співачка року    | Мілен Фармер                         |
| Міжнародна співачка року     | Мерая Кері                           |
| Франкомовна пісня року       | Zebda – "Tomber la chemise"          |
| Міжнародна пісня року        | Lou Bega – "Mambo No. 5"             |
| Франкомовний альбом року     | Мілен Фармер – Innamoramento         |
| Міжнародний альбом року      | Вітні Г'юстон – My Love Is Your Love |
| Франкомовний дует/група року | Zebda                                |
| Міжнародний дует/група року  | Texas                                |
| Музичний сайт року           | Jamiroquai                           |
| Почесна нагорода NRJ         | Тіна Тернер                          |

### 2001 Лауреати 2-ї музичної премії NRJ
| Категорії                    | Переможці                               |
| ---------------------------- | --------------------------------------- |
| Франкомовний прорив року     | Алізе Жакоте                            |
| Міжнародний прорив року      | Анастейша                               |
| Франкомовний виконавець року | Паскаль Обіспо                          |
| Міжнародний виконавець року  | Moby                                    |
| Франкомовна співачка року    | Мілен Фармер                            |
| Міжнародна співачка року     | Мадонна                                 |
| Франкомовна пісня року       | Ромео і Джульєтта – "Les Rois du monde" |
| Міжнародна пісня року        | Анастейша – "I'm Outta Love"            |
| Франкомовний альбом року     | Елен Сегара – Au nom d'une femme        |
| Міжнародний альбом року      | Мадонна – Music                         |
| Франкомовний дует/група року | Les Dix Commandements                   |
| Міжнародний дует/група року  | The Corrs                               |
| Музичний сайт року           | Алізе                                   |
| Почесна нагорода NRJ         | Les Enfoirés                            |

### 2002 Лауреати 3-ї музичної премії NRJ
| Категорії                    | Переможці                                  |
| ---------------------------- | ------------------------------------------ |
| Франкомовний прорив року     | Єва Анджелі                                |
| Міжнародний прорив року      | Dido                                       |
| Франкомовний виконавець року | Гару                                       |
| Міжнародний виконавець року  | Майкл Джексон                              |
| Франкомовна співачка року    | Мілен Фармер                               |
| Міжнародна співачка року     | Дженніфер Лопес                            |
| Франкомовна пісня року       | Аксель Бауер і Zazie – À ma place          |
| Міжнародна пісня року        | Джері Галлівелл – "It's Raining Men"       |
| Франкомовний альбом року     | Джеральд Де Палмас – Marcher dans le sable |
| Міжнародний альбом року      | Dido – No Angel                            |
| Франкомовний дует/група року | Гару і Селін Діон                          |
| Міжнародний дует/група року  | Destiny's Child                            |
| Музичний сайт року           | Гару                                       |
| Почесна нагорода NRJ         | Sidaction Opération pièces jaunes          |

### 2003 Лауреати 4-ї музичної премії NRJ
| Категорії                    | Переможці                            |
| ---------------------------- | ------------------------------------ |
| Франкомовний прорив року     | Дженіфер                             |
| Міжнародний прорив року      | Las Ketchup                          |
| Франкомовний виконавець року | Джеральд Де Палмас                   |
| Міжнародний виконавець року  | Біллі Кроуфорд                       |
| Франкомовна співачка року    | Мілен Фармер                         |
| Міжнародна співачка року     | Шакіра                               |
| Франкомовна пісня року       | Рено і Аксель Ред – Manhattan-Kaboul |
| Міжнародна пісня року        | Шакіра – "Whenever, Wherever"        |
| Франкомовний альбом року     | Indochine – Paradize                 |
| Міжнародний альбом року      | Шакіра – Laundry Service             |
| Франкомовний дует/група року | Рено і Аксель Ред                    |
| Міжнародний дует/група року  | The Calling                          |
| Музичний сайт року           | Дженніфер Лопес                      |
| Почесна нагорода NRJ         | Філ Коллінз Джонні Голлідей          |

### 2004 Лауреати 5-ї музичної премії NRJ
| Категорії                    | Переможці                                              |
| ---------------------------- | ------------------------------------------------------ |
| Франкомовний прорив року     | Нолвен Леруа                                           |
| Міжнародний прорив року      | Evanescence                                            |
| Франкомовний виконавець року | Каложеро Моріссі                                       |
| Міжнародний виконавець року  | Джастін Тімберлейк                                     |
| Франкомовна співачка року    | Дженіфер                                               |
| Міжнародна співачка року     | Dido                                                   |
| Франкомовна пісня року       | Kyo – Le Chemin                                        |
| Міжнародна пісня року        | Елтон Джон і Blue – Sorry Seems to Be the Hardest Word |
| Франкомовний альбом року     | Kyo – Le Chemin                                        |
| Міжнародний альбом року      | Dido – Life for Rent                                   |
| Франкомовний дует/група року | Kyo                                                    |
| Міжнародний дует/група року  | Linkin Park                                            |
| Музичний сайт року           | Kyo                                                    |
| Почесна нагорода NRJ         | Мадонна Sol En Si                                      |

### 2005 Лауреати 6-ї музичної премії NRJ
| Категорії                    | Переможці                                     |
| ---------------------------- | --------------------------------------------- |
| Франкомовний прорив року     | Ема Думас                                     |
| Міжнародний прорив року      | Maroon 5                                      |
| Франкомовний виконавець року | Рок Вуазин                                    |
| Міжнародний виконавець року  | Ашер                                          |
| Франкомовна співачка року    | Дженіфер                                      |
| Міжнародна співачка року     | Авріл Лавін                                   |
| Франкомовна пісня року       | K-Maro – Femme Like U                         |
| Міжнародна пісня року        | Maroon 5 – This Love                          |
| Франкомовний альбом року     | Дженіфер – Le Passage                         |
| Міжнародний альбом року      | The Black Eyed Peas – Elephunk                |
| Франкомовний дует/група року | Каложеро Морісі і Passi                       |
| Міжнародний дует/група року  | Blue                                          |
| Музичний кліп року           | Corneille - Parce qu'on vient de loin         |
| Почесна нагорода NRJ         | U2 Association mondiale des amis de l'enfance |

### 2006 Лауреати 7-ї музичної премії NRJ
| Категорії                    | Переможці                             |
| ---------------------------- | ------------------------------------- |
| Франкомовний прорив року     | Грегорі Лемаршаль                     |
| Міжнародний прорив року      | Джеймс Блант                          |
| Франкомовний виконавець року | Рафаель Арош                          |
| Міжнародний виконавець року  | Роббі Вільямс                         |
| Франкомовна співачка року    | Дженіфер                              |
| Міжнародна співачка року     | Мадонна                               |
| Франкомовна пісня року       | М. Покора – Elle me contrôle          |
| Міжнародна пісня року        | Шакіра – La Tortura                   |
| Франкомовний альбом року     | Мілен Фармер – Avant que l'ombre...   |
| Міжнародний альбом року      | The Black Eyed Peas – Monkey Business |
| Франкомовний дует/група року | Король-Сонце                          |
| Міжнародний дует/група року  | The Black Eyed Peas                   |
| Музичний кліп року           | М. Покора – Elle me contrôle          |
| Почесна нагорода NRJ         | Боб Гелдоф                            |

### 2007 Лауреати 8-ї музичної премії NRJ
| Категорії                    | Переможці                         |
| ---------------------------- | --------------------------------- |
| Франкомовний прорив року     | Крістоф Мае                       |
| Міжнародний прорив року      | Неллі Фуртаду                     |
| Франкомовний виконавець року | М. Покора                         |
| Міжнародний виконавець року  | Джастін Тімберлейк                |
| Франкомовна співачка року    | Diam's                            |
| Міжнародна співачка року     | Крістіна Агілера                  |
| Франкомовна пісня року       | Diam's – La Boulette              |
| Міжнародна пісня року        | Ріанна – Unfaithful               |
| Франкомовний альбом року     | Diam's – Dans ma bulle            |
| Міжнародний альбом року      | Крістіна Агілера – Back to Basics |
| Франкомовний дует/група року | Король-Сонце                      |
| Міжнародний дует/група року  | Evanescence                       |
| Музичний кліп року           | М. Покора – De retour             |
| Ді-джей року                 | Боб Сінклер                       |

### 2008 Лауреати 9-ї музичної премії NRJ
| Категорії                    | Переможці                             |
| ---------------------------- | ------------------------------------- |
| Франкомовний прорив року     | Крістоф Віллем                        |
| Міжнародний прорив року      | Міка                                  |
| Франкомовний виконавець року | Крістоф Мае                           |
| Міжнародний виконавець року  | Джастін Тімберлейк                    |
| Франкомовна співачка року    | Дженіфер                              |
| Міжнародна співачка року     | Авріл Лавін                           |
| Франкомовна пісня року       | Крістоф Мае– On s'attache             |
| Міжнародна пісня року        | Ріанна – Don't Stop the Music         |
| Франкомовний альбом року     | Крістоф Віллем – Inventaire           |
| Міжнародний альбом року      | Брітні Спірс – Blackout               |
| Франкомовний дует/група року | Superbus                              |
| Міжнародний дует/група року  | Tokio Hotel                           |
| Музичний кліп року           | Fatal Bazooka – Parle à ma main       |
| Почесна нагорода NRJ         | Селін Діон Майкл Джексон Кайлі Міноуг |

### 2009 Лауреати 10-ї музичної премії NRJ
| Категорії                    | Переможці                      |
| ---------------------------- | ------------------------------ |
| Франкомовний прорив року     | Zaho                           |
| Міжнародний прорив року      | Jonas Brothers                 |
| Франкомовний виконавець року | Крістоф Мае                    |
| Міжнародний виконавець року  | Енріке Іглесіас                |
| Франкомовна співачка року    | Дженіфер                       |
| Міжнародна співачка року     | Брітні Спірс                   |
| Франкомовна пісня року       | Крістоф Мае – Belle Demoiselle |
| Міжнародна пісня року        | Ріанна – Disturbia             |
| Франкомовний альбом року     | Мілен Фармер - Point de suture |
| Міжнародний альбом року      | Кеті Перрі – One of the Boys   |
| Франкомовний дует/група року | Cléopâtre                      |
| Міжнародний дует/група року  | The Pussycat Dolls             |
| Музичний кліп року           | Брітні Спірс – Womanizer       |
| Почесна нагорода NRJ         | Coldplay                       |

### 2010 Лауреати 11-ї музичної премії NRJ
| Категорії                              | Переможці                             |
| -------------------------------------- | ------------------------------------- |
| Франкомовний прорив року               | Флоран Мот                            |
| Міжнародний прорив року                | Lady Gaga                             |
| Франкомовний виконавець року           | Крістоф Віллем                        |
| Міжнародний виконавець року            | Роббі Вільямс                         |
| Франкомовна співачка року              | Sofia Essaïdi                         |
| Міжнародна співачка року               | Ріанна                                |
| Франкомовна пісня року                 | Флоран Мот - L'Assasymphonie          |
| Міжнародна пісня року                  | The Black Eyed Peas - I Gotta Feeling |
| Франкомовний альбом року               | Крістоф Віллем - Caféine              |
| Міжнародний альбом року                | Давід Гета - One Love                 |
| Франкомовний дует/група року           | Моцарт, рок-опера                     |
| Міжнародний дует/група року            | Tokio Hotel                           |
| Найбільш завантажувана пісня у Франції | Гельмут Фриц - Ça m'énerve            |
| Почесна нагорода NRJ                   | Роббі Вільямс Бейонсе                 |

### 2011 Лауреати 12-ї музичної премії NRJ
| Категорії                    | Переможці                                    |
| ---------------------------- | -------------------------------------------- |
| Франкомовний прорив року     | Джойс Джонатан                               |
| Міжнародний прорив року      | Джастін Бібер                                |
| Франкомовний виконавець року | M. Pokora                                    |
| Міжнародний виконавець року  | Ашер                                         |
| Франкомовна співачка року    | Дженіфер                                     |
| Міжнародна співачка року     | Шакіра                                       |
| Франкомовна пісня року       | M. Pokora – Juste une photo de toi           |
| Міжнародна пісня року        | Шакіра – Waka Waka (This Time for Africa)    |
| Франкомовний дует/група року | Джастин Носука і Zaho                        |
| Міжнародний дует/група року  | The Black Eyed Peas                          |
| Музичний кліп року           | Lady Gaga і Beyoncé – Telephone              |
| Кращий концерт року          | The Black Eyed Peas                          |
| Почесна нагорода NRJ         | Давід Гета                                   |
| Хіт року                     | Flo Rida і Давід Гета - Club Can't Handle Me |

### 2012 Лауреати 13-ї музичної премії NRJ
| Категорії                    | Переможці                       |
| ---------------------------- | ------------------------------- |
| Франкомовний прорив року     | Keen'V                          |
| Міжнародний прорив року      | Адель                           |
| Франкомовний виконавець року | M. Pokora                       |
| Міжнародний виконавець року  | Міка                            |
| Франкомовна співачка року    | Shy'm                           |
| Міжнародна співачка року     | Ріанна                          |
| Франкомовна пісня року       | M. Pokora - À nos actes manqués |
| Міжнародна пісня року        | Адель – Someone like You        |
| Франкомовний дует/група року | Simple Plan і Мері Мей          |
| Міжнародний дует/група року  | LMFAO                           |
| Музичний кліп року           | LMFAO - Party Rock Anthem       |
| Алмазна премія NRJ           | Мілен Фармер                    |
| Best Digital Moment          | Shy'm                           |
| Почесна нагорода NRJ         | Шакіра Джастін Бібер            |

### 2013 Лауреати 14-ї музичної премії NRJ
| Категорії                    | Переможці                             |
| ---------------------------- | ------------------------------------- |
| Франкомовний прорив року     | Таль                                  |
| Міжнародний прорив року      | Карлі Рей Джепсен                     |
| Франкомовний виконавець року | M. Pokora                             |
| Міжнародний виконавець року  | Бруно Марс                            |
| Франкомовна співачка року    | Shy'm                                 |
| Міжнародна співачка року     | Ріанна                                |
| Франкомовна пісня року       | Sexion d'Assaut - Avant qu'elle parte |
| Франкомовний дует/група року | Sexion d'Assaut                       |
| Міжнародний дует/група року  | One Direction                         |
| Музичний кліп року           | PSY - Gangnam Style                   |
| Best Digital Moment          | One Direction                         |
| Почесна нагорода NRJ         | Джонні Голлідей Патрік Брюель         |

### 2013(14 грудня) Лауреати 15-ї музичної премії NRJ
| Категорії                    | Переможці                      |
| ---------------------------- | ------------------------------ |
| Франкомовний прорив року     | Louis Delort                   |
| Міжнародний прорив року      | Джеймс Артур                   |
| Франкомовний виконавець року | Stromae                        |
| Міжнародний виконавець року  | Бруно Марс                     |
| Франкомовна співачка року    | Tal                            |
| Міжнародна співачка року     | Кеті Перрі                     |
| Франкомовна пісня року       | Stromae - Formidable           |
| Міжнародна пісня року        | Кеті Перрі - Roar              |
| Франкомовний дует/група року | Робін Гуд                      |
| Міжнародний дует/група року  | One Direction                  |
| Музичний кліп року           | One Direction - Best Song Ever |
| Best Digital Moment          | Кеті Перрі                     |
| Почесна нагорода NRJ         | Крістоф Мае                    |

### 2014 Лауреати 16-ї музичної премії NRJ
| Категорії                    | Переможці                   |
| ---------------------------- | --------------------------- |
| Франкомовний прорив року     | Кенджі Жирак                |
| Міжнародний прорив року      | Аріана Ґранде               |
| Франкомовний виконавець року | M. Pokora                   |
| Міжнародний виконавець року  | Фаррелл Вільямс             |
| Франкомовна співачка року    | Tal                         |
| Міжнародна співачка року     | Sia                         |
| Франкомовна пісня року       | Кенджі Жирак - Color Gitano |
| Міжнародна пісня року        | Sia - Chandelier            |
| Франкомовний дует/група року | Daft Punk                   |
| Міжнародний дует/група року  | One Direction               |
| Музичний кліп року           | Black M - Mme Pavoshko      |
| Почесна нагорода NRJ         | Stromae Ленні Кравіц        |

### 2015 Лауреати 17-ї музичної премії NRJ
| Категорії                    | Переможці                                |
| ---------------------------- | ---------------------------------------- |
| Франкомовний прорив року     | Луан Емера                               |
| Міжнародний прорив року      | Еллі Голдінг                             |
| Франкомовний виконавець року | M. Pokora                                |
| Міжнародний виконавець року  | Ед Ширан                                 |
| Франкомовна співачка року    | Shy'm                                    |
| Міжнародна співачка року     | Тейлор Свіфт                             |
| Франкомовна пісня року       | Кенджі Жирак - Conmigo                   |
| Міжнародна пісня року        | Wiz Khalifa і Чарлі Пут - See You Again  |
| Франкомовний дует/група року | Фреро Делавега                           |
| Міжнародний дует/група року  | Maroon 5                                 |
| Музичний кліп року           | Тейлор Свіфт і Кендрік Ламар - Bad Blood |
| DJ року                      | Давід Гета                               |
| Почесна нагорода NRJ         | Адель Шарль Азнавур Джастін Бібер Стінг  |

### 2016 Лауреати 18-ї музичної премії NRJ
| Категорії                    | Переможці                          |
| ---------------------------- | ---------------------------------- |
| Франкомовний прорив року     | Амір Хаддад                        |
| Міжнародний прорив року      | Twenty One Pilots                  |
| Франкомовний виконавець року | Сопрано                            |
| Міжнародний виконавець року  | Джастін Бібер                      |
| Франкомовна співачка року    | Tal                                |
| Міжнародна співачка року     | Sia                                |
| Франкомовна пісня року       | Амір Хаддад - Jai cherché          |
| Міжнародна пісня року        | Джастін Бібер - Love Yourself      |
| Франкомовний дует/група року | Фреро Делавега                     |
| Міжнародний дует/група року  | Coldplay                           |
| Музичний кліп року           | Крістоф Мае - Il est où le bonheur |
| DJ року                      | Давід Гета                         |
| Пісня року                   | Coldplay- Hymn for the Weekend     |
| Почесна нагорода NRJ         | Бруно Марс Енріке Іглесіас         |

### 2017 Лауреати 19-ї музичної премії NRJ
| Категорії                    | Переможці                            |
| ---------------------------- | ------------------------------------ |
| Франкомовний прорив року     | Lisandro Cuxi                        |
| Міжнародний прорив року      | Rag'n'Bone Man                       |
| Франкомовний виконавець року | Soprano                              |
| Міжнародний виконавець року  | Ед Ширан                             |
| Франкомовна співачка року    | Луан Емера                           |
| Міжнародна співачка року     | Селена Гомес                         |
| Франкомовна пісня року       | Амір Хаддад- On dirait               |
| Міжнародна пісня року        | Луїс Фонсі і Daddy Yankee- Despacito |
| Франкомовний дует/група року | Bigflo & Oli                         |
| Міжнародний дует/група року  | Imagine Dragons                      |
| Музичний кліп року           | Ед Ширан- Shape of You               |
| DJ року                      | Kungs                                |
| Почесна нагорода NRJ         | Indochine U2 Ед Ширан The Weeknd     |

### 2018 Лауреати 20-ї музичної премії NRJ
| Категорії                    | Переможці                  |
| ---------------------------- | -------------------------- |
| Франкомовний прорив року     | Dadju                      |
| Міжнародний прорив року      | Каміла Кабелло             |
| Франкомовний виконавець року | Soprano                    |
| Міжнародний виконавець року  | Ед Ширан                   |
| Франкомовна співачка року    | Джейн                      |
| Міжнародна співачка року     | Селена Гомес               |
| Франкомовна пісня року       | Кенджі Жирак- Pour oublier |
| Міжнародна пісня року        | Maroon 5 - Girls Like You  |
| Франкомовний дует/група року | Bigflo & Oli               |
| Міжнародний дует/група року  | Imagine Dragons            |
| Музичний кліп року           | Bigflo et Oli- Demain      |
| DJ року                      | DJ Snake                   |
| Почесна нагорода NRJ         | Шон Мендес Дуа Ліпа Muse   |